# Too Cool
Too Cool (ou Too Much), est une équipe de catch (lutte professionnelle) de la World Wrestling Federation / World Wrestling Entertainment (WWF puis WWE à partir de 2002) composé de Brian Christopher / Grand Master Sexay, Scott Taylor / Scotty 2 Hotty et Rikishi.
L'équipe se compose d'abord de Brian Christopher et Scott Taylor en 1998. Ils changent de nom de ring pour ceux de Grand Master Sexay et Scotty 2 Hotty courant 1998.

## Histoire
En 1998, Brian Christopher commence à faire équipe avec Scott Taylor. Le 29 mars au cours de WrestleMania XIV ils participent à une bataille royale par équipes remporté par Legion of Doom. Ils commencent à se faire appeler Too Much et battent Al Snow et Head dans un match arbitré par Jerry Lawler le 28 juin au cours de King of the Ring.

## Championnats et accomplissements
- World Wrestling Federation / World Wrestling Entertainment
- WWE Tag Team Championship (1 fois) - Scotty et Rikishi
- WWF Intercontinental Championship (1 fois) - Rikishi
- WWF Light Heavyweight Championship (1 fois) - Scotty
- WWF Tag Team Championship (1 fois) - Scotty et Sexay